# NGC 5315
NGC 5315 é uma nebulosa planetária na direção da constelação de Circinus. O objeto foi descoberto pelo astrônomo Ralph Copeland em 1883, usando um telescópio refrator com abertura de 0 polegadas. Devido a sua moderada magnitude aparente (+9,8), é visível apenas com telescópios amadores ou com equipamentos superiores.